# 南墙
31°46′32.74″N 35°14′9.98″E / 31.7757611°N 35.2361056°E
南墙是耶路撒冷的一面墙壁，位于圣殿山南端，原第二圣殿的南侧，兴建于大希律王将圣殿山平台向南扩建到俄斐勒期间。

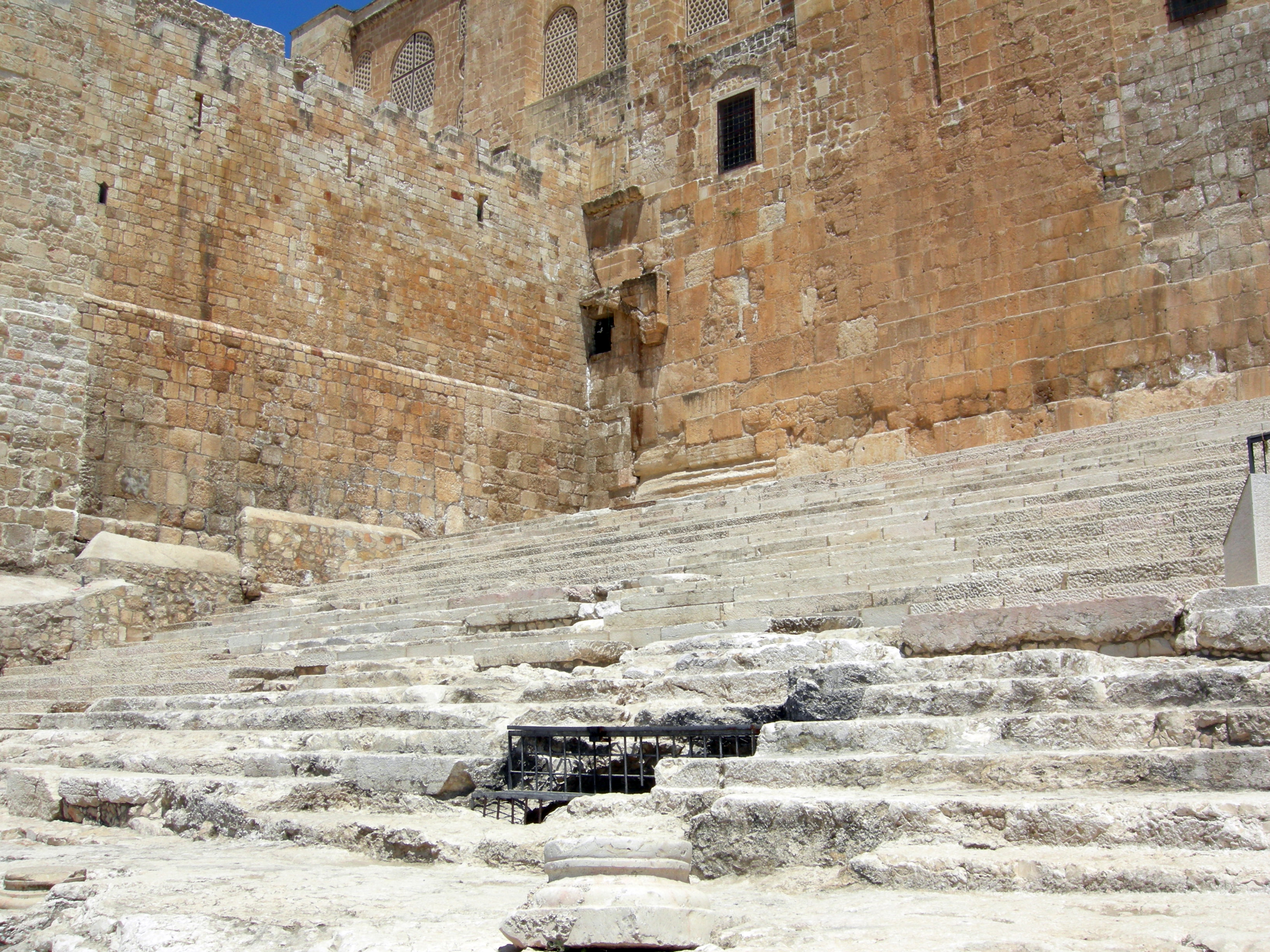
通往双拱门的朝圣台阶

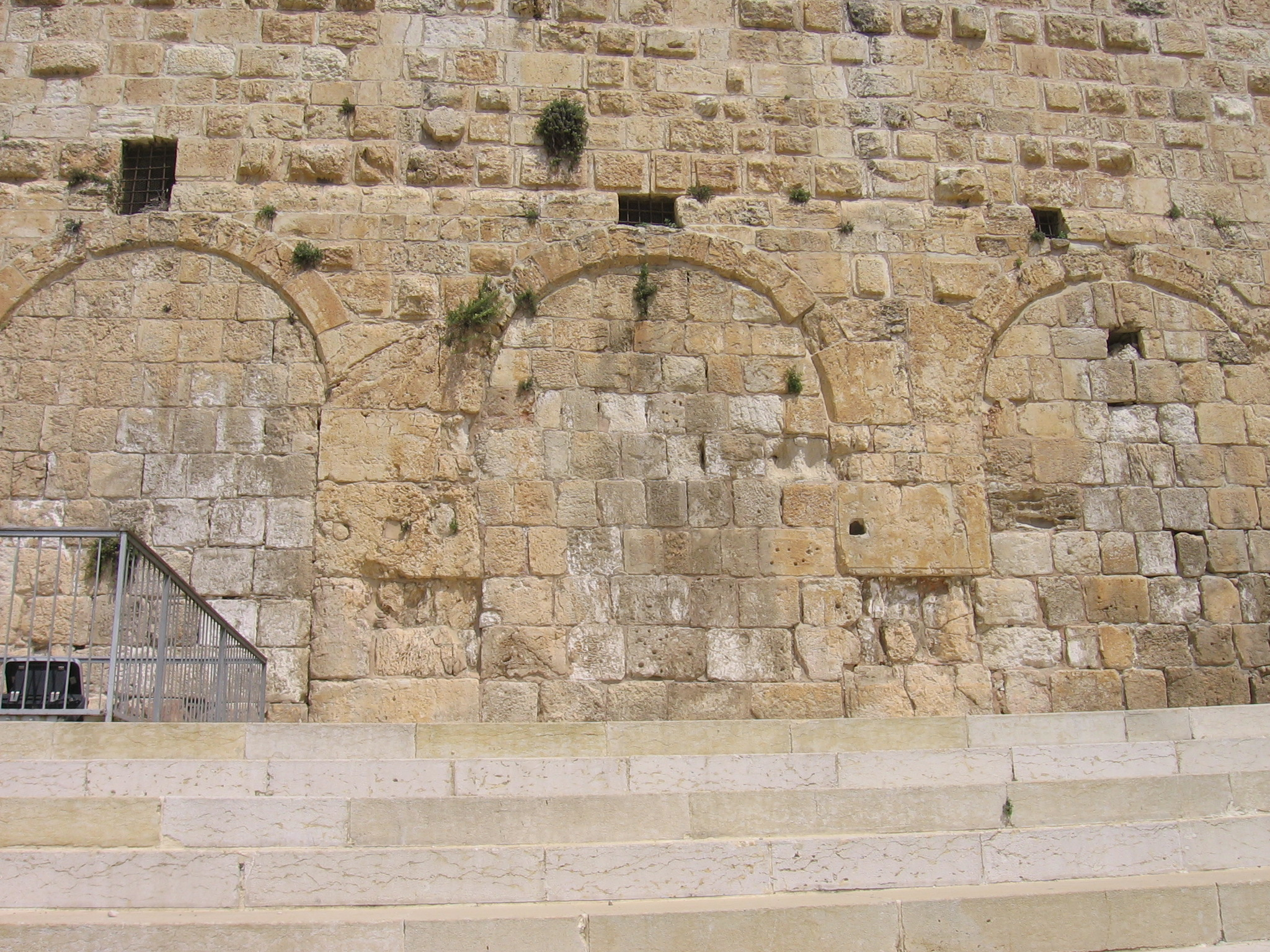
户勒大门东部

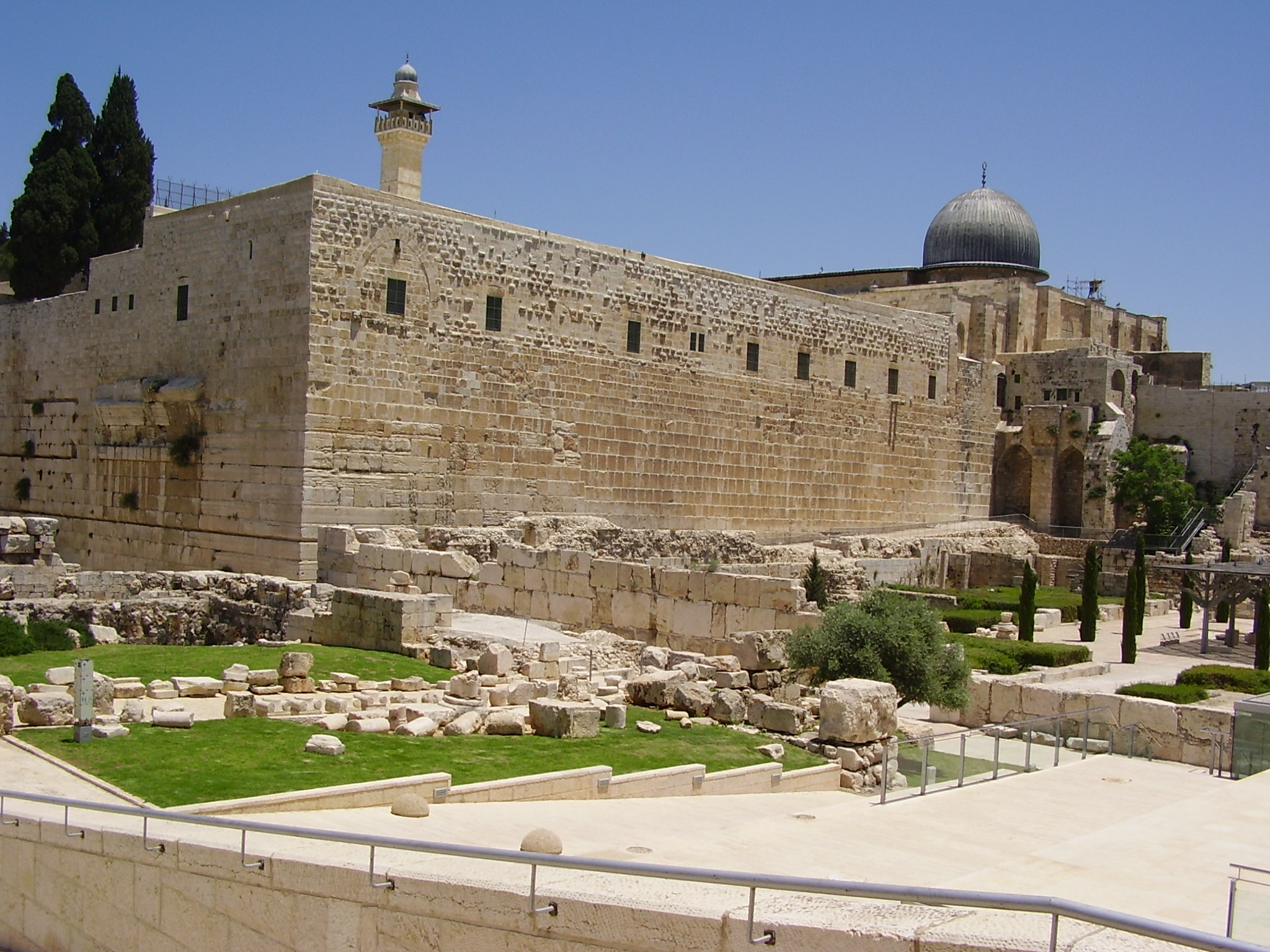
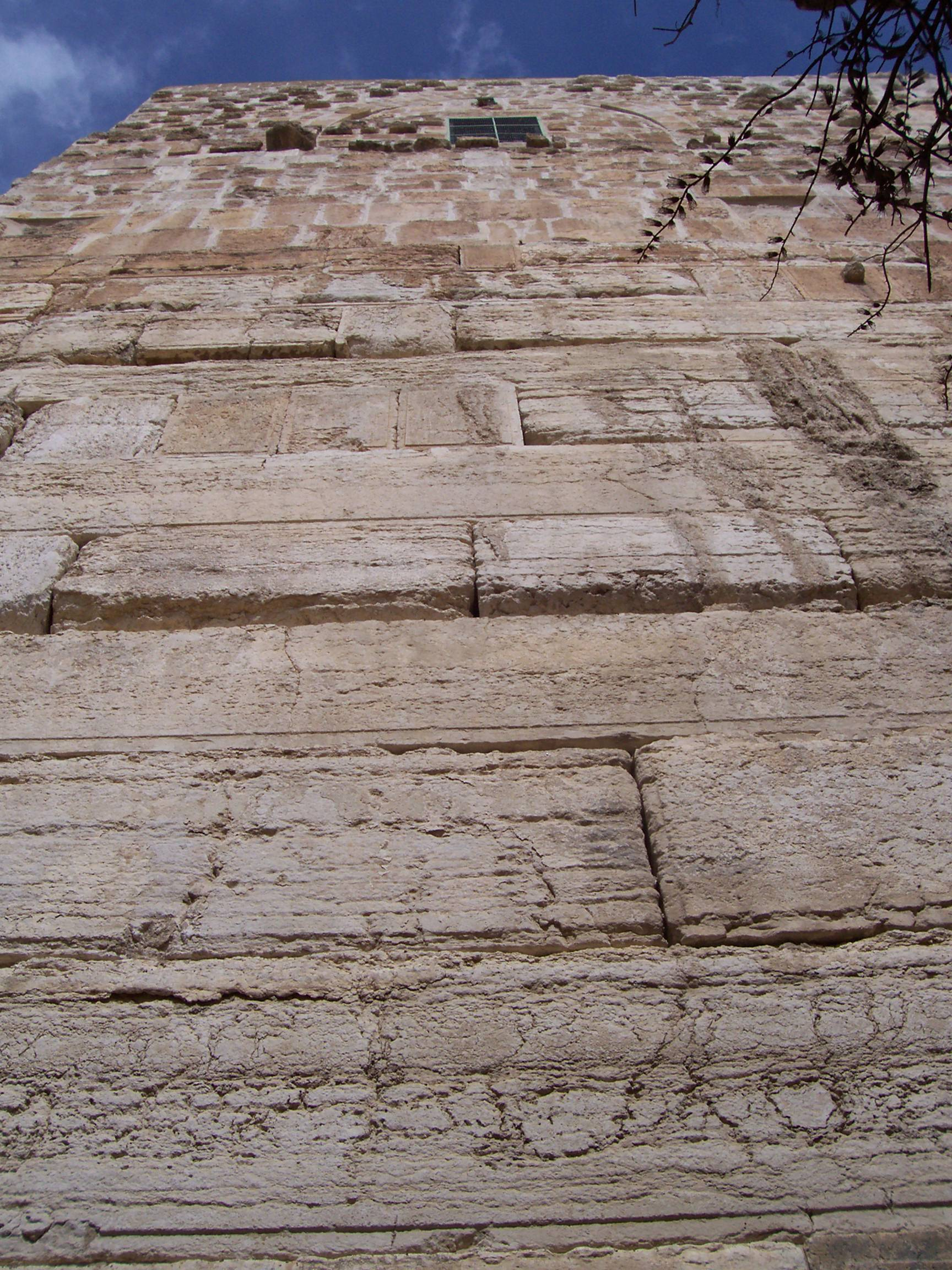
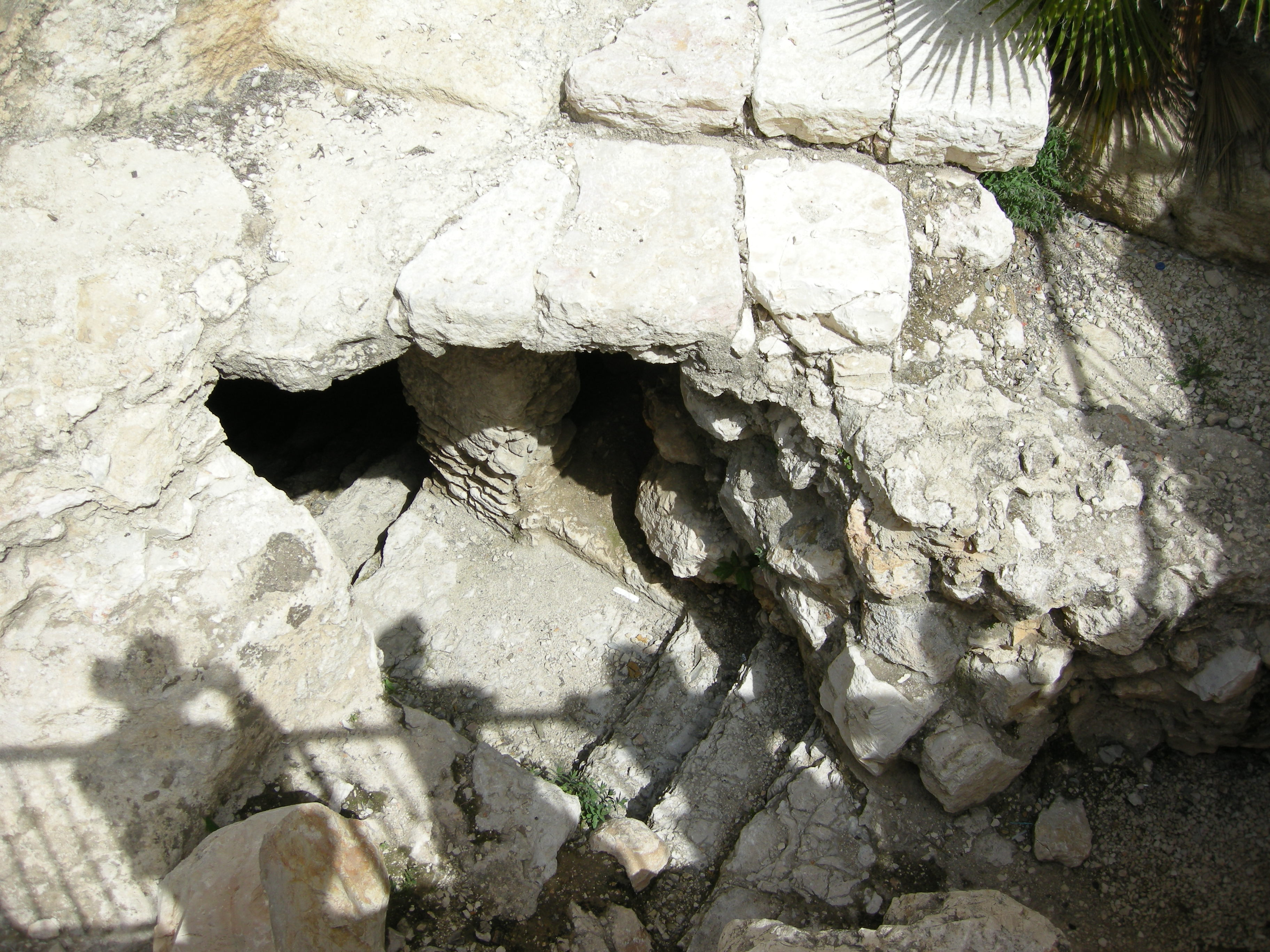
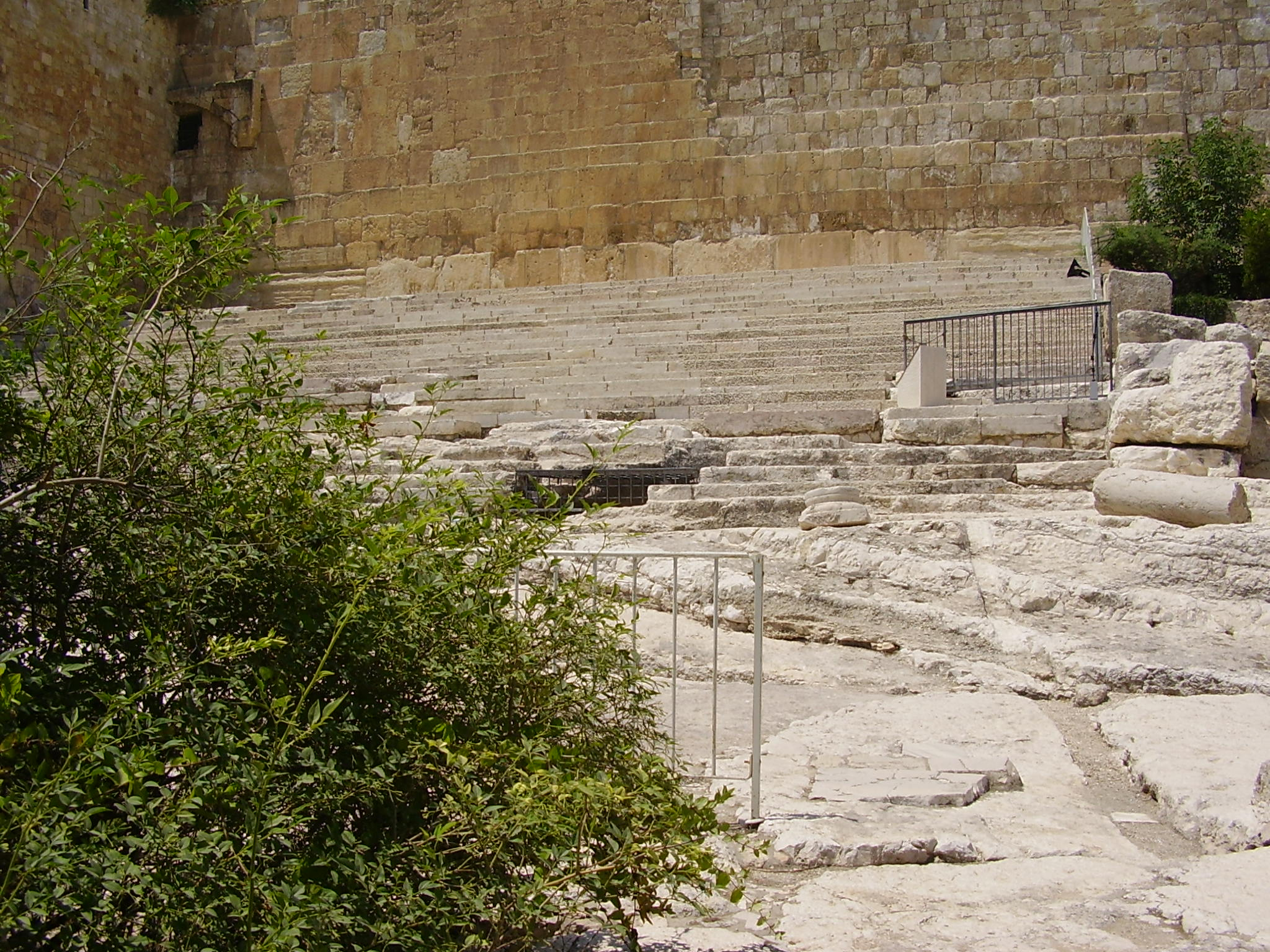
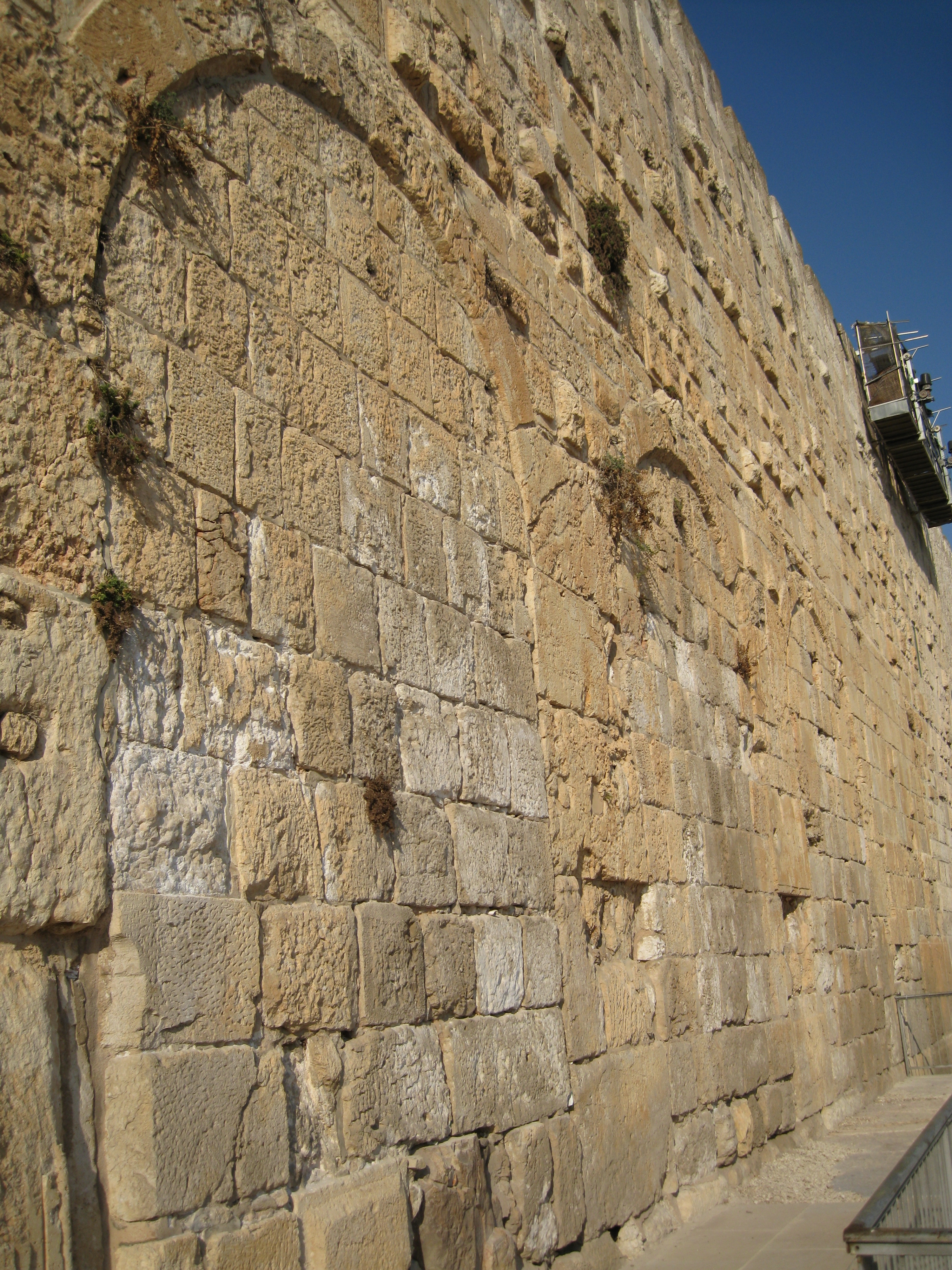
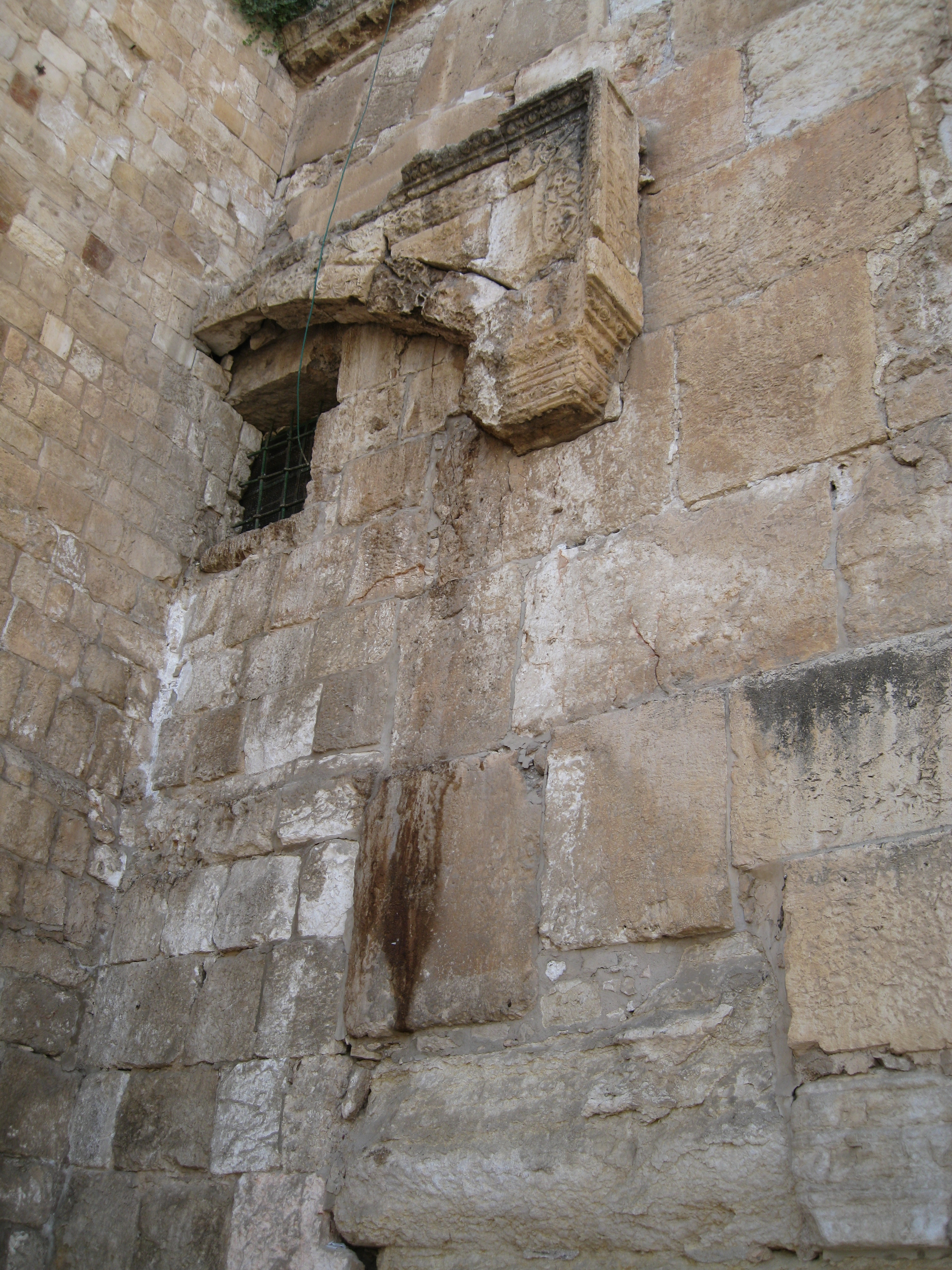
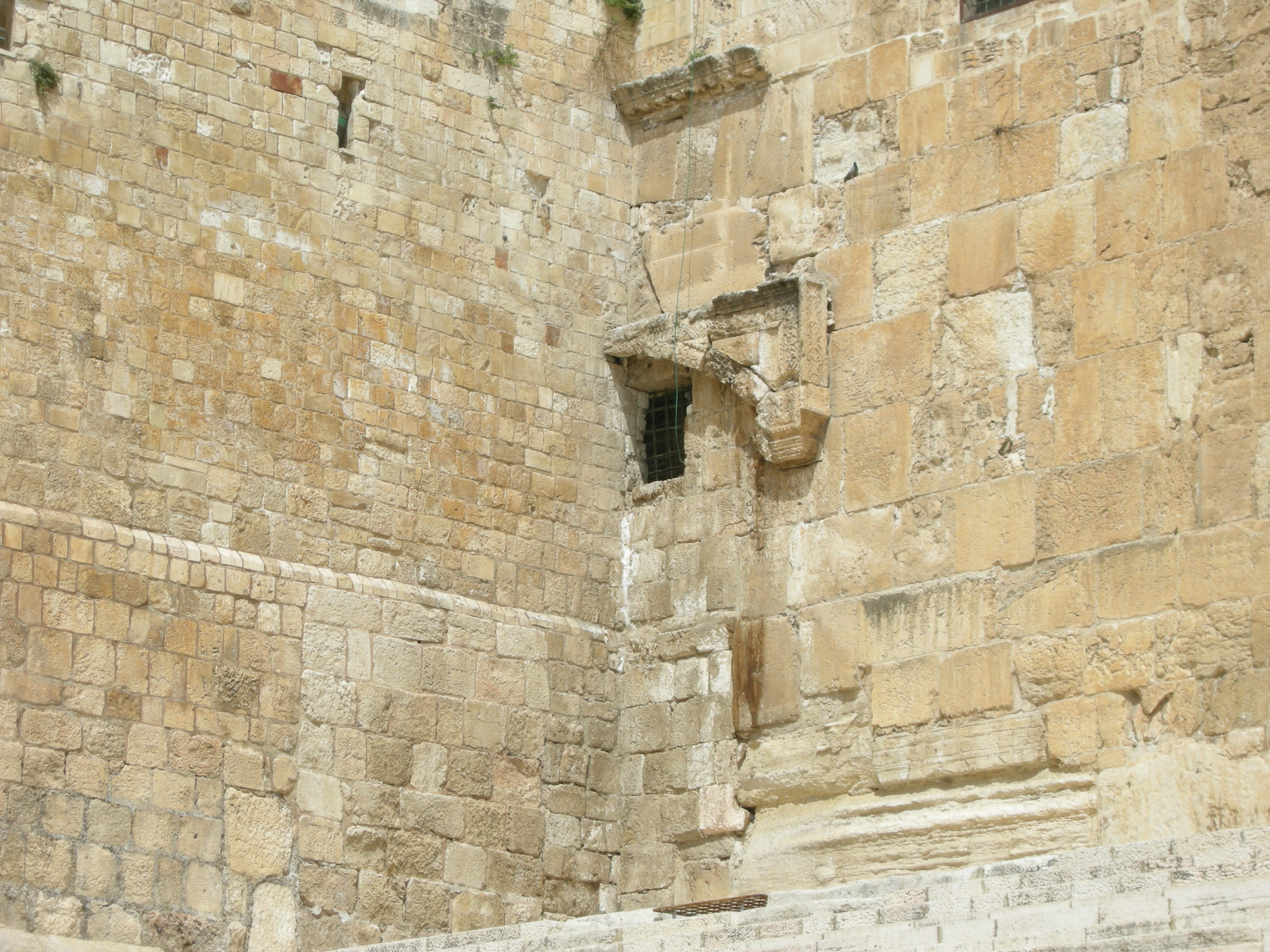
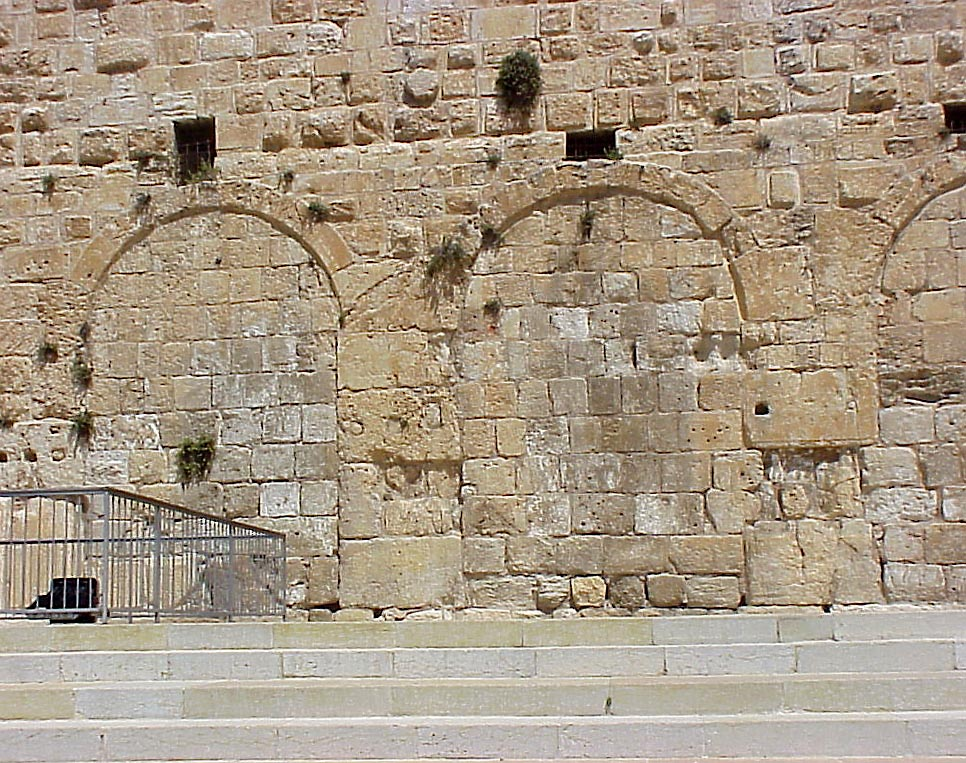
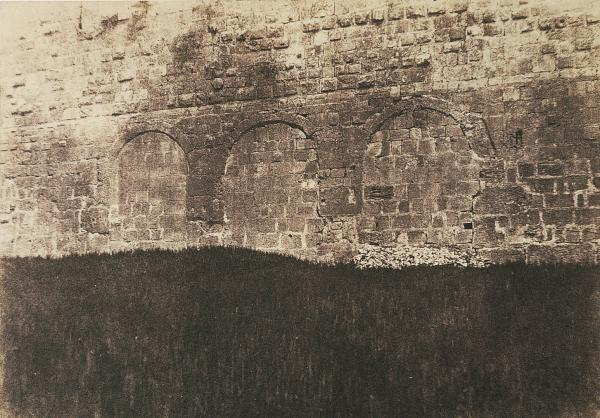

南墙长922英尺。